# Première législature de la Troisième République (république démocratique du Congo)
La première législature de la Troisième République de la république démocratique du Congo a été en session de 2006 à 2012. Elle est la première législature de Troisième République ayant pris place après la promulgation de la constitution approuvée par référendum le 18 décembre 2005. Sa composition a été déterminée lors des élections législatives de 2006. Elle est remplacée par la deuxième législature en février 2012 à la suite des élections législatives du 28 novembre 2011.